# Огок-пап
Огок-пап (кор.: хангиль: 오곡밥) або п'ятизерновий рис — це бап із клейкого рису, змішаного з пшоном, сорго, соєю та адзукі. Це одна з найрепрезентативніших страв Тебориму, першого повного місяця року в корейському місячному календарі. У минулому звичай їсти огокпап з боримнамулом (овочами) і Пуром (горіхами) цього дня допомагав людям відновити поживні речовини, які були втрачені протягом зимових місяців, коли їжа була дефіцитом. Сьогодні корейці все ще люблять огокпап через його поживні властивості та користь для здоров’я. Це поширена дієтична їжа, і все більше людей замінюють свій щоденний білий рис огокпапом через зростання захворювань способу життя, таких як високий кров'яний тиск, діабет і стенокардія.